# Arthur C. Clarke
Arthur Charles Clarke (Minehead, Inglaterra; 16 de diciembre de 1917-Colombo, Sri Lanka; 19 de marzo de 2008), más conocido como Arthur C. Clarke, fue un escritor y científico británico, autor de obras de divulgación científica y de ciencia ficción como 2001: Una odisea del espacio, El centinela o Cita con Rama, así como coguionista de la película 2001: Una odisea del espacio, basada en su novela homónima.

## Biografía
Clarke nació en Minehead, Somerset. Ya de pequeño mostró su fascinación por la astronomía cuando, con un telescopio casero, dibujó un mapa de la Luna. Terminados sus estudios secundarios en 1936, se trasladó a Londres. Durante la Segunda Guerra Mundial, sirvió en la Royal Air Force (Real Fuerza Aérea) como especialista en radares, involucrándose en el desarrollo de un sistema de defensa por radar, y ejerciendo como instructor de la naciente especialidad. En 1945, concluida la guerra, publicó su artículo técnico Extra-terrestrial Relays en la revista especializada Wireless World, en el cual sentó las bases de los satélites artificiales en órbita geoestacionaria (llamada, en su honor, órbita Clarke), una de sus grandes contribuciones a la ciencia del siglo XX. Este trabajo le valió numerosos premios, becas y reconocimientos.
En ese período estudió matemáticas y física en el prestigioso King's College de Londres, estudios que finalizó con honores. También ejerció varios años como presidente de la Sociedad Interplanetaria Británica (BIS), hecho que demuestra su gran afición por la astronáutica. En 1957 como parte del comité británico acudió a Barcelona para el VIII Congreso Internacional de Astronáutica, momento que coincidió con el lanzamiento del Sputnik I por parte de la Unión de Repúblicas Socialistas Soviéticas.
Su fama mundial se consolidó con sus intervenciones en la televisión: en la década de 1960, como comentarista de la CBS de las misiones Apolo; y en la década de 1980, merced a un par de series de televisión que realizó.
También son conocidas sus famosas leyes de Clarke, publicadas en su libro de divulgación científica Perfiles del futuro (1962). La más popular (y citada) de ellas es la llamada Tercera Ley de Clarke: «Toda tecnología lo suficientemente avanzada es indistinguible de la magia».
En 1953 Clarke conoció y se casó con Marilyn Mayfield, una divorciada de veintidós años con un niño pequeño. Se separaron a los seis meses, aunque el divorcio no se formalizó hasta 1964. Clarke nunca volvió a casarse pero fue un amigo muy íntimo de Leslie Ekanayake, quien falleció en 1977.
Desde 1956 y hasta su fallecimiento vivió en la isla de Sri Lanka, (antigua Ceilán), en parte por su interés por la fotografía y la exploración submarina, y en parte debido a su fascinación por la cultura india.
Se le otorgó el título de caballero de la Orden del Imperio Británico en 1998. También en su honor se puso su nombre a un asteroide, (4923) Clarke, y a una especie de dinosaurio ceratopsiano, Serendipaceratops arthurcclarkei, descubierto en Inverloch (Australia).
Clarke falleció la madrugada del miércoles 19 de marzo de 2008 a las 01:30 hora local (21.00 GMT del martes) en Colombo (capital de Sri Lanka), debido a un paro cardiorrespiratorio. Tenía noventa años.

## Trayectoria literaria
Comenzó a escribir ciencia ficción al finalizar la Segunda Guerra Mundial. Su primer cuento publicado fue Partida de rescate, que apareció en el número de mayo de 1946 de la revista Astounding y que le sirvió como punto de partida de una fructífera carrera. Entre sus primeros relatos destaca El centinela (The Sentinel), que sirvió de base para su novela 2001: Una odisea espacial (1968) y para la película del mismo nombre del director Stanley Kubrick.
Se pueden diferenciar claramente tres etapas en su producción:
- Las novelas utópico/humanistas de los años 1950, principalmente El fin de la infancia, La ciudad y las estrellas y la propia 2001: Una odisea espacial.[11]
- La rigurosidad científica de los años 1970, por la que será incluido entre los autores de ciencia ficción dura, con obras como Cita con Rama y sobre todo Las fuentes del paraíso.[11]
- Una última etapa a finales de los años 1980 y 1990, donde Clarke comparte la coautoría de sus principales títulos, cerrando grandes sagas (RAMA y 2001), y viéndose un perfil claramente político/social como en Factor detonante o Sismo grado 10, sin perder el carácter de obra de ciencia ficción.[11]

### Estilo
Muchos de sus relatos iniciales giran alrededor de una trama científica, a la que gustaba de adornar con un final sorprendente. Resuelve la mayoría de sus obras con un tono generalmente aséptico, sin florituras ni artificios, dejando que sean las ideas encerradas las que mantengan la atención del lector. Este estilo solo se rompe para permitir cierto grado de fino humor elaborado.
En cuanto a sus temas, giran en torno a dos ideas fundamentales: optimismo por los beneficios del progreso científico (por lo que se destacaba en una época de cierto desaliento tras el lanzamiento de las bombas atómicas), y el encuentro con especies y culturas superiores (siempre en un tono muy paternalista). En el cuarteto de las Odiseas llama a la cultura superior «los primogénitos», labradores en el campo de las estrellas, que dejaron su "semilla" en nuestro sistema solar en forma de monolitos, como el que se observa en la cinta de Stanley Kubrick. Como divulgador científico, ha sido siempre comparado por su claridad y amenidad con otro coetáneo, Isaac Asimov.

## Obras

### Novelas

#### Odisea espacial
- 2001: Una odisea espacial (1968)
- 2010: Odisea dos (1982)
- 2061: Odisea tres (1987)
- 3001: Odisea final (1997)

#### Cita con Rama
- Cita con Rama (1973)
- Rama II (con Gentry Lee) (1989)
- El jardín de Rama (con Gentry Lee, 1991)
- Rama revelada (con Gentry Lee, 1993)

#### Otras novelas
- A la caída de la noche (1946)
- El león de Comarre (1948)
- Preludio al espacio (1951)
- Las arenas de Marte (1951)
- El centinela (1951)
- Islas en el cielo (1952)
- El fin de la infancia (1953)
- Claro de Tierra (1955)
- La estrella (1955)
- La ciudad y las estrellas (1956)
- En las profundidades (también traducido al español como Terror bajo el mar, 1957)
- Naufragio en el mar selenita (1961)
- Regreso a Titán (1975)
- Las fuentes del paraíso (1979)
- Cánticos de la lejana Tierra (1986)
- Cánticos de la lejana Tierra (1987)
- Venus Prime (serie con Paul Preuss, 1987)
- Cuna (con Gentry Lee) (1988)
- Tras la caída de la noche (con Gregory Benford) (1990)
- El espectro del Titanic (1990)
- El martillo de Dios (1993)
- Sismo grado 10 (con Mike McQuay, 1996)
- Factor detonante (con Michael Kube-McDowell, 1999)
- Luz de otros tiempos (con Stephen Baxter, 2000)
- El ojo del tiempo (con Stephen Baxter, 2007)
- El último teorema (2008)

### Colecciones de relatos
- Expedición a la Tierra (incluye El Centinela, Lección de historia) (1953)
- Alcanza el mañana (1956)
- Cuentos de la Taberna del Ciervo Blanco (1957)
- Relatos de diez mundos (1961)
- El viento del Sol: relatos de la era espacial (1972)
- El centinela (1990)
- Cuentos del Planeta Tierra (1991)
- Fuegos internos (1944)

### Cuentos
- Los nueve mil millones de nombres de Dios (1953)

### Divulgación
- Vuelos interplanetarios (1950)
- Los Secretos del Futuro  (1962)
- El Hombre y el Espacio (colección científica de la revista "LIFE en español") (1967)
- Marte y la mente del hombre (1971)
- El desafío de la nave espacial (1975)
- 20 de julio de 2019 (1986)
- El mundo es uno (1992)

## Premios
- Premio Nébula de 1973, Hugo, Locus y John W. Campbell Memorial de 1974 a la mejor novela por Cita con Rama.
- Premio Hugo de 1980 a la mejor novela por Las fuentes del paraíso.

## Edición en castellano
- Clarke, Arthur C.; Baxter, Stephen (2007). El ojo del tiempo. Madrid: La factoría de ideas. ISBN 978-84-9800-352-9.
- Relatos de diez mundos. Barcelona: Edhasa. 2004. ISBN 978-84-350-2097-8.
- La ciudad y las estrellas. Barcelona: Edhasa. 2004. ISBN 978-84-350-2099-2.
- Las arenas de Marte. Barcelona: Edhasa. 2002. ISBN 978-84-350-2075-6.
- El fin de la infancia. Barcelona: Ediciones Minotauro. 2001. ISBN 978-84-450-7021-5.
- El espectro del Titanic. Barcelona: Plaza & Janés Editores. 2000. ISBN 978-84-01-49272-3.
- Clarke, Arthur C.; Baxter, Stephen (2000). Luz de otros días. Madrid: La factoría de ideas. ISBN 978-84-8421-281-2.
- 2001, una odisea espacial. Barcelona: Plaza & Janés Editores. 1999. ISBN 978-84-01-49274-7.
- 2061, odisea tres. Barcelona: Plaza & Janés Editores. 1999. ISBN 978-84-01-49273-0.
- Cuentos de la taberna del Ciervo Blanco. Madrid: Alianza Editorial. 1998. ISBN 978-84-206-1687-2.
- 3001, odisea final. Barcelona: Plaza & Janés Editores. 1997. ISBN 978-84-01-32696-7.
- Clarke, Arthur C.; Lee, Gentry (1997). Rama revelada. Barcelona: Ediciones B. ISBN 978-84-406-7030-4.
- El martillo de Dios. Barcelona: Ediciones B. 1997. ISBN 978-84-406-7069-4.
- El mundo es uno. Barcelona: Ediciones B. 1996. ISBN 978-84-406-6988-9.
- Cánticos de la lejana tierra. Barcelona: Ediciones B. 1996. ISBN 978-84-406-6042-8.
- Clarke, Arthur C.; Lee, Gentry (1995). El jardín de Rama. Barcelona: Ediciones B. ISBN 978-84-406-4412-1.
- Clarke, Arthur C.; Lee, Gentry (1992). Cuna. Barcelona: Plaza & Janés Editores. ISBN 84-01-49170-3.
- Clarke, Arthur C.; Preuss, Paul (1992). Venus Prime V: La luna de diamante. Barcelona: Plaza & Janés Editores. ISBN 84-01-32487-4.
- Cuentos del planeta Tierra. Barcelona: Ediciones B. 1992. ISBN 978-84-406-3079-7.
- Regreso a Titan. Barcelona: Ultramar Editores, S.A. 1989. ISBN 978-84-7386-425-1.
- En las profundidades. Barcelona: Ultramar Editores. 1989. ISBN 978-84-7386-555-5.
- Cita con Rama. Barcelona: Ultramar Editores. 1989. ISBN 978-84-7386-190-8.
- 2010, odisea dos. Barcelona: Ultramar Editores. 1988. ISBN 978-84-7386-361-2.
- Las arenas de Marte. Barcelona: Edhasa. 1986. ISBN 978-84-350-2009-1.
- Las fuentes del paraíso (The Fountains of Paradise). 1979.